# Willendorf in der Wachau
Willendorf in der Wachau è una frazione di 180 abitanti del comune austriaco di Aggsbach nel distretto di Krems-Land, in Bassa Austria.

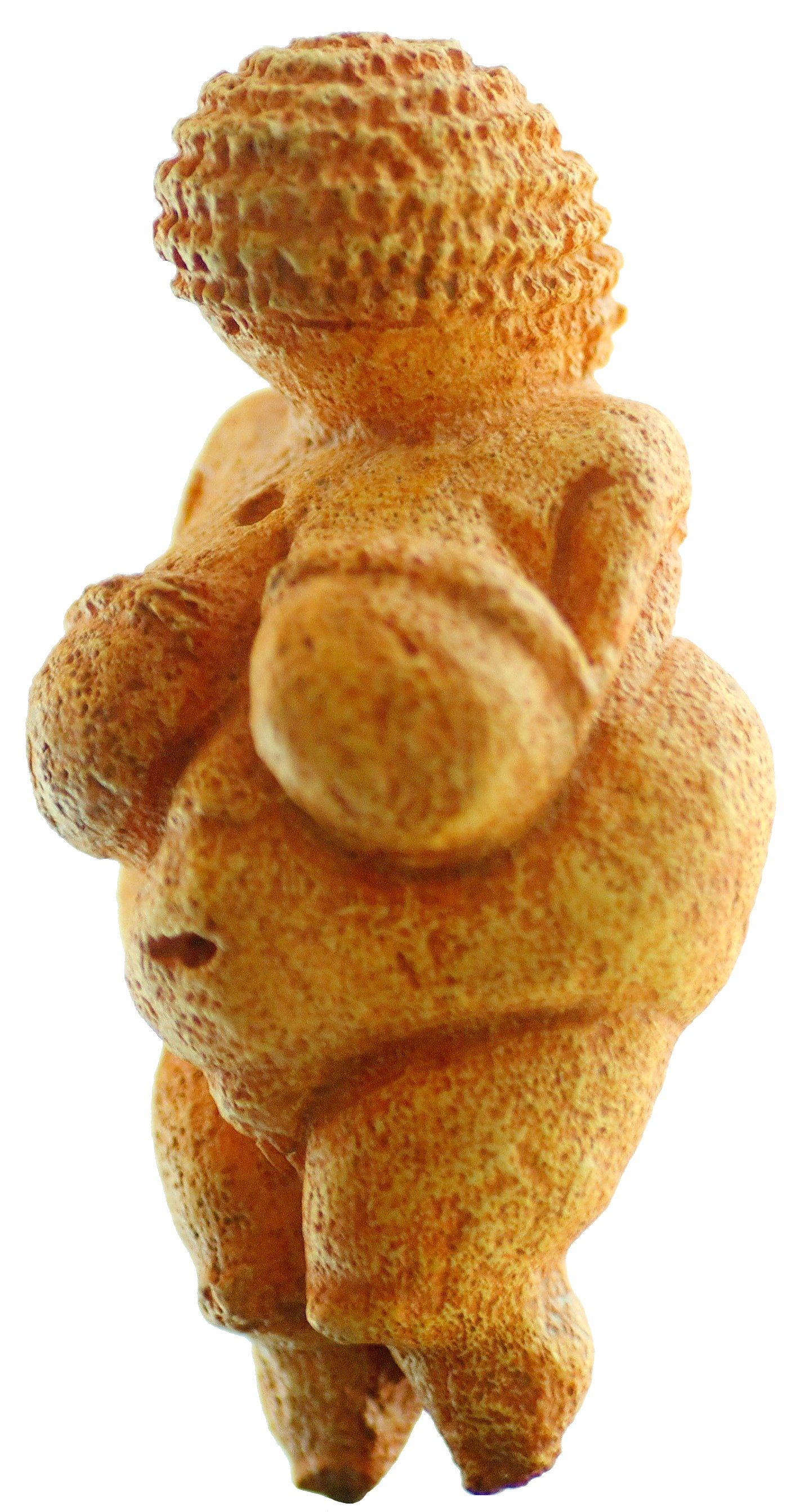
La Venere di Willendorf

Qui fu rinvenuta nel 1908 dall'archeologo Josef Szombathy la Venere di Willendorf, una della più celebri statuette paleolitiche conosciute.